# Aequidens diadema
Aequidens diadema är en fiskart som först beskrevs av Heckel, 1840.  Aequidens diadema ingår i släktet Aequidens och familjen Cichlidae. Inga underarter finns listade i Catalogue of Life.